# Internet en Cuba

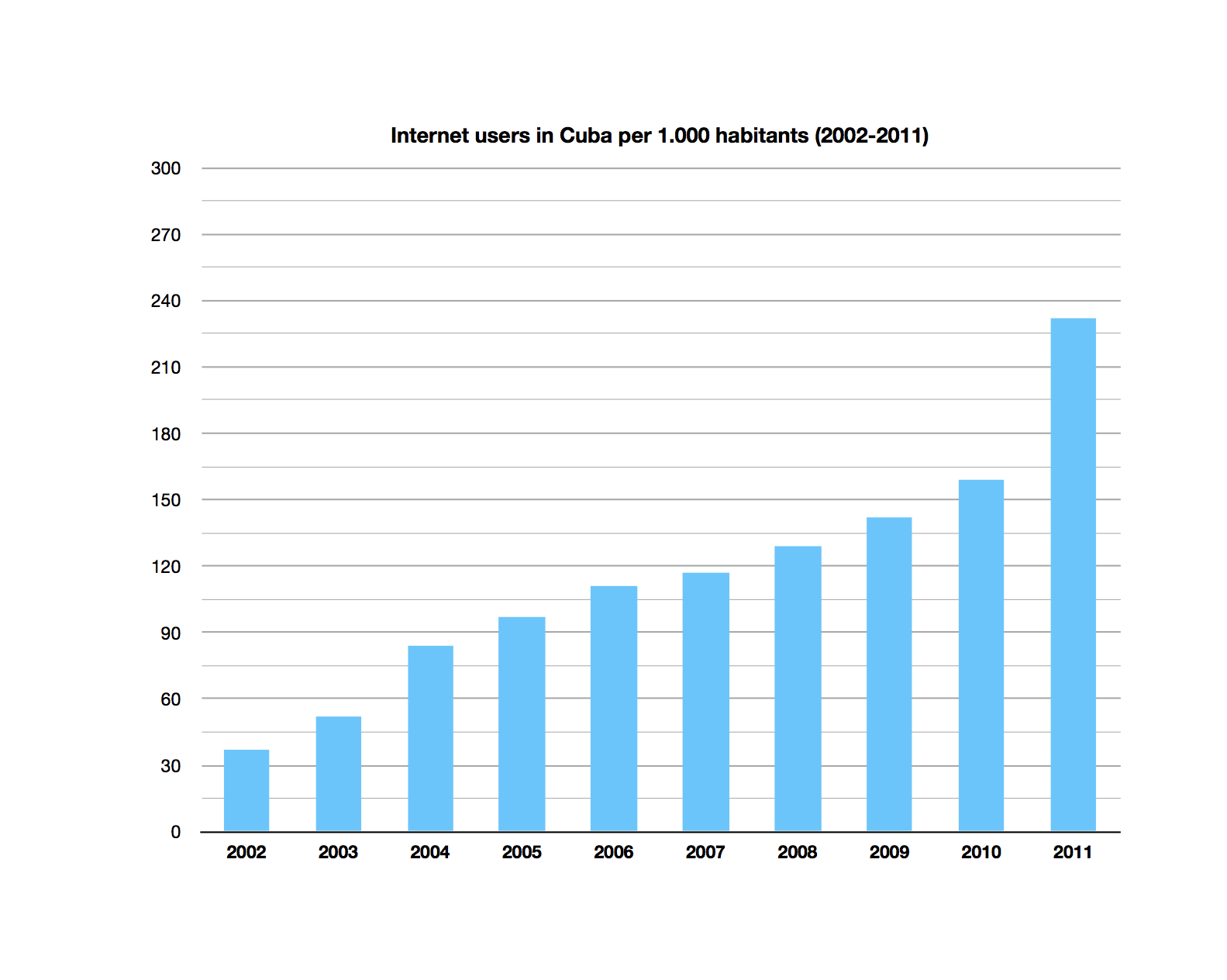
Usuarios de Internet en Cuba por cada mil habitantes (2002-2011) según la Oficina Nacional de Estadística de Cuba

La conexión de Internet en Cuba se viene realizando desde el año 1996 hasta la actualidad con una importante penetración social. Las circunstancias especiales del país, muy significativas desde la Revolución cubana y el enfrentamiento con EE. UU. El embargo estadounidense a Cuba es el principal motivo del cual afirma el ministerio de comunicaciones y ETECSA de que el Internet haya tenido un lento desarrollo durante estas décadas. Según el sitio datareportal, en enero del 2022 accedían a Internet en Cuba el 68% de la población.En septiembre de 2023 la población del país disponía de 5000 radiobases, todas las cabeceras provinciales con conexión 4G LTE con una cobertura del 45%, 88% de 2G y 75% de 3G.

## Penetración a la red

### Orígenes y primeros años
La primera conexión a internet en Cuba se realizó en septiembre de 1996, a 64 kbit/s. Hasta 2012 la conexión solo fue posible vía satélite. El ancho de banda total entre Cuba y el resto del planeta era de 209 Mbit/s de subida y 379 Mbit/s de bajada. 
La compraventa de computadoras se legalizó en 2007 y esto permitió incrementar el acceso a la red. Existen además algunos proveedores que ofrecen conexiones a Internet para extranjeros residentes en la isla.
En Cuba existía, hasta 2008, un número muy limitado usuarios privados de Internet (190 000). La mayoría de estos usuarios privados de Internet eran médicos y personas del estado cubano, siendo su proveedor es el Ministerio de Salud Pública (Infomed) y en su mayoría sólo tenían acceso a sitios del dominio local (.cu) y a sitios de otros dominios generalmente de temas relacionados con la medicina y para usos de investigación. Esta política para la Internet posibilitó que aquellos profesionales vinculados a sectores clave de la producción, los servicios y las artes, dispusieran de facilidades para contribuir al desarrollo del país.
El Internet en Cuba tenía un bajo número de conexiones y un ancho de banda limitado, censurado y de alto costo. Cuba era de los países con el acceso más lento a internet en América Latina y uno de los más lentos en el planeta.
Las limitaciones en el acceso a la Internet pasan en Cuba por la censura gubernamental. En consecuencia, la política de Internet en Cuba se sustenta en la premisa de asegurar el uso local de este recurso, lo que motivó la conexión a la red de redes de los jóvenes clubes de computación y electrónica.
El soporte tecnológico existente en Cuba impedía una masificación a escala de la sociedad de los servicios de Internet en el sector residencial. En un proceso paulatino, que implica la adquisición de tecnología de punta, costosa para un país en desarrollo. De cualquier manera, está diseñada la política en este sentido y las empresas encargadas de ello trabajan en esa dirección, que igualmente proporcionará mejoras en la conectividad de las entidades estatales que aseguran a sus usuarios la conexión en función de las actividades científico-investigativas, de los servicios y otras.
El costo de una hora a través de cibercafé o punto de acceso WiFi es de 0.50 CUP /hora si el tráfico es a través de la Intranet local, y de 1,50 CUP/hora para Internet, cuyo acceso se realiza a través de tarjetas de prepago o tarjetas de débito usando las plataformas de pago nacionales Enzona y Transfermóvil.
En Cuba, el acceso a Internet estuvo durante mucho tiempo reservado al gobierno y a instituciones autorizadas, principalmente en universidades. Aunque se permitía el acceso a estudiantes de último año, este estaba sujeto a una vigilancia rigurosa y a restricciones en cuanto a páginas consideradas "subversivas". Con el tiempo, el acceso se extendió al resto de la población mediante diferentes medios, como conexiones por cable y telefonía inalámbrica. El 6 de diciembre de 2018 marcó un hito, ya que Internet se volvió accesible para los ciudadanos cubanos a través de redes móviles. Inicialmente, el costo era prohibitivo, llegando a 5 dólares por hora de conexión WiFi, una cantidad inalcanzable para la mayoría de la población, que tenía un salario mínimo mensual de 9 dólares o 225 pesos cubanos en aquel momento. Sin embargo, las tarifas han disminuido significativamente con el tiempo, llegando a 1.50 pesos cubanos (aproximadamente 0.063 dólares) por hora.

### Progreso
En 2009, el gobierno permitió el libre acceso a Internet en las oficinas de correos y en el 2013 se abrieron 118 salas de navegación en todo el país, que se unieron a los más de 600 Joven Clubes de Computación y Electrónica existentes en todos los municipios del país y que dan cobertura al 100% de la población, desde donde pueden hacerse búsquedas de información de acuerdo con las necesidades culturales, de conocimientos e investigativas de los usuarios, pero en todo caso sólo bajo dominios ".cu" controlados desde el Gobierno de la isla. El acceso a Internet es total en todas las universidades cubanas, se expande a otras escuelas y es algo común entre el personal de ciencia y salud del país. Cuba cuenta con 1353 dominios registrados (.cu) y 2500 sitios Web, de ellos, 135 pertenecientes a los medios de prensa.
El acceso a la red se realizaba hasta el 2012 únicamente por Internet satelital, y posteriormente se enlazó una conexión por cable submarino desde Venezuela; sin embargo, los costos de conexión son elevados comparados con la mayor parte del mundo. El único proveedor oficial de servicio en la isla es la estatal Empresa de Telecomunicaciones de Cuba S.A. (ETECSA).
Sin embargo, a partir de 2014, el monopolio estatal de las comunicaciones Empresa de Telecomunicaciones de Cuba (ETECSA) comenzó a habilitar zonas Wifi públicas (794 en total), mientras se prevé que para 2020 el 50% de los hogares cubanos tenga acceso de banda ancha. Internet World Stats daba que para finales de 2014, el 28.0 % de la población cubana tenía acceso a Internet. 
El 29 de septiembre de 2017 se anunció que toda Cuba tendría el servicio de internet, en todos los hogares, y que primeramente se limitaría a La Habana, para luego extenderlo a cinco provincias de la isla. Los territorios de Pinar del Río (occidente) y los orientales Las Tunas, Holguín, Granma y Guantánamo fueron escogidos para las primeras conexiones fuera de la capital. La nueva oferta incluye una mayor velocidad de conexión en cuatro paquetes de 30 horas, con precios que oscilan entre los 15 y los 70 CUC (equivalente al dólar estadounidense; el salario medio es de unos 29 dólares estadounidenses al mes). La jefa del proyecto Nauta Hogar, Amarelys Rodríguez, explicó al diario oficial Granma que "todo aquel que tenga telefonía fija en su casa será un cliente potencial y será contactado vía telefónica para concertar la cita" y, de estar interesado, firmar un contrato.
En 2019, Cuba contaba con casi siete millones de usuarios de internet (57% de la población), una cifra que aún debe reconsiderarse, si se tiene en cuenta que en toda la isla existen joven clubes de computación a los que puede acceder la población y desde los cuales se realizan conexiones a Internet, pero la velocidad de la red todavía sigue siendo de calidad media.
En enero de 2022, la cifra se elevó 68% de la población según el sitio datareportal.
En septiembre de 2023 una entrevista del periódico Granma a la ministra de telecomunicaciones de Cuba reveló estadísticas sobre el internet en Cuba. Según estás el país cuenta con más de 5000 radiobases, todas las cabeceras provinciales y municipales con conexión 4G y una cobertura del 88% en 2G, 75% en 3G y 45% en 4G.

### "El Paquete"
Dado que el costo y la capacidad de conexión de Internet en Cuba aún es limitada y censurada, por las calles de todo el país y se distribuye por medio de memorias flash y discos duros portátiles un paquete de contenido digital, que de otro modo sería inaccesible para el cubano promedio. Llega a Cuba todos los martes y rápidamente se comparte en todo el país, de mano en mano, a través de millones de personas, que esperan por los últimos episodios de series de televisión, noticias del exterior, libros electrónicos, música, programas informáticos, y aplicaciones para dispositivos móviles.
Los creadores de El Paquete y su método de entrega, no son exactamente de conocimiento público. Las personas que lo crean y comparten son desconocidas, como lo son el puñado de personas con conexiones de alta velocidad que supuestamente lo descargan en discos duros portátiles, listos para que se compartan de persona a persona en toda la isla.

### Cable submarino Cuba-Venezuela
En 2011 se concluyó el cable submarino de fibra óptica entre Venezuela y Cuba y comenzó a operar en enero de 2013. Este cable conecta a Cuba desde La Guaira a otros países como Jamaica, Haití y Trinidad y Tobago.
El trayecto original entre Cuba y Venezuela era de aproximadamente 1552 km sin embargo, para evitar conflictos con Estados Unidos, fue tomada la decisión de alejarse de las zonas donde ese país tiene influencia económica, por lo que el trayecto se alargó aproximadamente 100 km más. La conexión entre Cuba y Venezuela es directa y Jamaica se conecta con Cuba con otro cable directo. Conecta a una velocidad de 640 GB lo que permite la transmisión simultánea de 10 millones de llamadas telefónicas.

### Internet móvil
El 4 de diciembre, en un mensaje vía Twitter, el presidente de la nación Miguel Díaz-Canel Bermúdez anunció el nuevo servicio de internet en los teléfonos móviles. El 6 de diciembre del 2018, el monopolio estatal de las comunicaciones Etecsa activó el servicio móvil celular 3G a las 8:00 (13:00 GMT), para los clientes cuyos números telefónicos comiencen por 52 y 53. El proyecto de implantación se llevó a cabo tras muchos tropiezos, y aunque inicialmente la tarifa fue demasiado alta para el salario medio en Cuba, posteriormente se ha ido disminuyendo el precio.

### Llegada del 3G y 4G
En 2018 finalmente se establecen una serie de tres pruebas a fin de instaurar el servicio de internet por medio de datos móviles. Este proceso reveló la incapacidad de la infraestructura cubana para soportar las altas demandas de conectividad. Aun así en diciembre de ese mismo año se lanza finalmente el servicio oficial de internet por datos, siendo los precios el tema de choque para la mayor parte del pueblo cubano. Desde inicios del 2022 el costo fue rebajado a 110 CUP (menos de 4 USD al cambio oficial, menos de 1 USD al cambio informal) y además si es 4G puede disfrutar de un bono adicional para internet y otro de 300 Mb para sitios del dominio .cu. Téngase en cuenta que el salario medio en Cuba era de 3830 pesos para finales del 2021, unos 160 USD al cambio oficial y 22.5 dólares al cambio informal, esto último sometido a altibajos, ya que la divisa en el mercado informal -que es a la única a la que tienen acceso los cubanos, ya que el Banco Central de Cuba les vende dólares en efectivo con un límite de 100 mensual por persona- varía mucho. 
Pero no pocos problemas enfrentan los cubanos al conectarse a Internet, por ejemplo, no todos los dispositivos en la Isla cuentan con los estrictos requisitos exigidos por el monopolio estatal para lograr la conexión, para la cual, aparte de contar con la 3G, según el sitio Bohemia “es preciso contar con un celular que admita este tipo de red en la frecuencia de 900 MHz”. Aquellos dispositivos que sólo accedan a la 2G, acceden a la navegación por internet pero a baja escala y menor velocidad, de 56 a 170 kbps, mientras que la velocidad de transmisión de datos en la 3G es de 256 kbps a 3 Mbps, en la actualidad se cuenta con 4G LTE en las frecuencias 1800 MHz en las principales ciudades del país y en 700 MHz en algunas zonas más específicas.
Por otra parte, según datos de ETECSA, actualmente 1,5 millones de cubanos acceden al correo nauta en su celular y se han contratado 170 000 cuentas permanentes de navegación Nauta. Mediante Nauta los cubanos pueden conectarse a Internet, revisar las redes sociales, leer noticias, escuchar música y ver vídeos, sin otras limitaciones que aquellas que les impone su gobierno y las derivadas del embargo estadounidense. Además, se han creado diversas formas de conectar a los cubanos con sus familiares y amigos de otros países.
Actualmente el Internet en Cuba se ha hecho más accesible, y muchas personas puede utilizar las redes sociales y los buscadores de manera fácil y rápida. Algunos sitios están bloqueados por el embargo estadounidense. En diciembre de 2022 se planeó entre la compañía francesa Orange y ETECSA una construcción de un cable submarino entre Cuba y la isla de Martinica.

## Censura
En 2006 Reporteros Sin Fronteras creó una lista en la que incluyó a Cuba como "enemigo de internet". Tras la creación de la red social Twitter en 2006 se impidió en acceso a la misma desde los puntos de conexión de cubanos.[cita requerida] Sin embargo está situación no se mantiene desde hace décadas. Todas las redes sociales más usadas en el mundo están disponibles libremente para todos los cubanos.
Algunos reportes han mostrado que el gobierno cubano utiliza el programa Avila Link para monitorear a los ciudadanos enrutando las conexiones a un servidor proxy, lo que permitiría al gobierno obtener información del uso que realizan los ciudadanos de la red.[cita requerida]
En 2016 el gobierno cubano impidió el acceso al diario "online" CiberCuba y no es posible el acceso al sitio eBay. Después se han ido prohibiendo otros sitios web que el gobierno cubano percibe como 'subversivos': Periódico Cubano Diario de Cuba, Cubanet, 14ymedio, Martí Noticias, Cuba en Miami, ADN Cuba, El Estornudo, Cubanos por el Mundo, entre otros.
Para los desarrolladores de software cubanos, la censura por parte del gobierno de EE. UU. los afecta también. Desde la isla es imposible el acceso a toda la documentación de Google para Android, la creación de cuentas en Firebase o la utilización de la "nube", y esa es solo la punta del iceberg. Sin embargo, el gobierno desarrolló su propio portal de aplicaciones, apklis.cu, donde desde 2019 los desarrolladores cubanos pueden subir sus propios desarrollos y venderlos públicamente.
Entre el 11 de julio de 2021 y durante algunos días después, se suspendió el acceso a internet en todo el país debido a protestas masivas que tuvieron lugar en 60 lugares del país, a pesar de que cualquier manifestación en contra del gobierno se considera un delito. El gobierno afirmó, para justificar su corte de Internet, que las masivas protestas habían sido convocadas en grupos de redes sociales por cubanos residentes en EE. UU, a lo cual se sumaba el impacto de las sanciones del gobierno estadounidense y de la pandemia de COVID-19 en la economía cubana. Los ciudadanos lograron, días después, cierto acceso a través de VPN, sin embargo, durante este tiempo, alrededor de una semana, fue realmente complicado. Luego de varios días, el acceso regresó intermitentemente unido a amenazas por parte del gobierno sobre el acceso a algunos sitios y a la utilización de VPN.